# Creatures
Creatures is een videospel voor diverse platforms. Het spel werd in 1990 uitgeven door Thalamus voor de Commodore 64. Het spel is een Engelstalig platformspel dat met de joystick bestuurt kan worden.

## Platform
| jaar | platform     |
| ---- | ------------ |
| 1990 | Commodore 64 |
| 1992 | Atari ST     |
| 1993 | Amiga        |

## Trivia
- De titel van het spel is het acroniem van "Clyde Radcliffe Exterminates All The Unfriendly Repulsive Earth-ridden Slime".
- Het spel was op de ZX Spectrum wel aangekondigd, maar het lijkt erop dat deze nooit is uitgekomen.